# فوذنج قسطنطيني
الفُوذَنْجُ القُسْطَنْطِينِيُّ (باللاتينية: Pseudodictamnus acetabulosus) نوع نباتي يتبع جنس الدَّانَة من الفصيلة الشفوية.